# Pedakomati Vema Reddy
Pedakomati Vema Reddy (rei 1403-1420) es va rebel·lar el 1402 i va aprofitar l'estat d'anarquia al regne Reddy de Kondavidu, per disputar l'autoritat de Kumaragiri Reddy a Kondavidu en absència de Kataya Vema Reddy nomenat virrei a Rajahmundry. Kumaragiri Reddy no va poder resistir la força del rebel i es va haver de retirar a Rajahmundry el 1402, morint poc després.
Pedakomati Vemareddy va agafar el poder a Kondavidu el 1403 (probablement a la mort de Kumaragiri Reddy). Aquesta usurpació fou ressentida per Kataya Vema Reddy que va desafiar l'autoritat de Pedakomati Vema Reddy i es va fer independent a Rajahmundry. Pedakomati va intentar ocupar Rajahmundry però va fracassar. La guerra entre les dues faccions va debilitar el poder dels Reddy i els va fer vulnerables pels seus veïns.
El 1408 amb l'ajut dels Velames de Devarakonda, Choda Annadeva va poder recuperar el seu principat que havia estat annexionat pocs anys abans per Kataya Vema. Devaraya I de Vijayanagar va ocupar Motupalli, el famós port de mar. Segons el Velugoti vari Vamsavali (una crònica Velama medieval), Pedakomati Vema Reddy va venjar la mort del seu germà Macha Reddy matant a Kumara Vedagiri, el Nayak Recherla Velama de Devarakonda en una batalla. Pedakomati Vema Reddy va lliurar la batalla de Gundugolunu contra Kataya Vema Reddy el 1414 en la que Kataya Vema fou mort pel general de Pedakomati, Gajarao Tipparao.
Pedakomati Vema Reddy va morir el 1420 en la batalla de Kondavidu contra Lingama Nayak, el príncep Recherla Velama de Devarakonda. El va succeir el seu fill Racha Vema Reddy